# Trongsa
Trongsa, tudi Tongsa (Dzongkha: ཀྲོང་གསར་,Wylie: krong gsar) je thromde ali mesto in glavno mesto okrožja Trongsa v osrednjem Butanu. Ime pomeni 'nova vas' v jeziku Dzongkha. Prvi tempelj je leta 1543 zgradil Drukpa (sekta Rdečih kap), lama Ngagi Vangčuck, ki je bil praded Ngavang Namgjala, šabdrung Rinpoče, združevalec Butana. Ima približno 3500 prebivalcev in je na nadmorski višini približno 2800 m.

## Zgodovina
Strateško priročna lokacija Trongsa je prinesla Talvögten (penlop) v zgodnji fazi davčne prihodke od trgovine s karavani med zahodom in vzhodnim Butanom. Poskusi razširitve njihovega političnega vpliva na sosednje doline so privedli do konfliktov z drugimi regionalnimi oblastniki v zahodnem Butanu.
Leta 1907 je penlop iz Trongsa Ugjen Vangčuk uspel kot edini vladar Butana in bil okronan za prvega kralja Butana v Punakhi. Od takrat imajo vsi vladarji Butana hkrati naziv penlop Trongsa. Leta 2004 je bil butanski princ Džigme Khesar Namgjel Vangčuk imenovan Trongsa Talvogt.

## Trongsa dzong
Chökhor Raptse Dzong pri Trongsu, ki je bil zgrajen leta 1644, je bil nekoč sedež moči rodbine Vangluck, preden so leta 1907 postali vladarji Butana in sčasoma kralji. Zgrajen na gorski vzpetini visoko nad sotesko reke Mangde Čhu, je dzong stoletja nadziral trgovino med vzhodom in zahodom. Edina cesta, ki povezuje vzhodni in zahodni Butan (predhodnica moderne ceste), je potekala skozi dvorišče dzonga. Po ukazu penlopa se lahko zaprejo masivna vrata, ki delijo državo na dva dela.
Še višje na gori je opazovalni stolp, imenovana 'Ta Dzong" (stražni stolp), ki varuje dzong pred sovražniki.

## Znamenitosti
- Trongsa Dzong (samostanska trdnjava iz 17. stoletja)
- Ta Dzong (razgledni stolp nad Tongsa dzongom)
- Rojstna hiša kralja Džigme Dordže Vangčuka

- Cesta v Sarpang vzhodno od mesta
- Medicinski center v mestu
- Trongsa dzong